# Merle Tottenham
Merle Tottenham (1901–1958) foi uma atriz de cinema britânica nascida na Índia.

## Filmografia selecionada
- Down Our Street (1932)
- Cavalcade (1933)
- The Night Club Queen (1934)
- Chick (1936)
- Man in the Mirror (1936)
- Night Must Fall (1937)
- Bank Holiday (1938)
- Dead Men are Dangerous (1939)
- Headline (1944)
- This Happy Breed (1944)